# Müller (prezime)
Müller je njemačko prezime. U prijevodu znači mlinar. Prema statistici iz 2006. to je peto po učestalosti prezime u Austriji tj. nosi ga 0.3012 % Austrijanaca. U Njemačkoj i Švicarskoj je to najčešće prezime i nosi ga 0.95% stanovništva Njemačke. U sjevernoj Njemačkoj postoji u obliku Möller. Postoji neutvrđen broj ljudi s ovim prezimenom dijaspori gdje najčešće postoji u obliku Mueller ili Miller.

## Poznati Mülleri
- Gerd Müller-nogometaš
- Thomas Müller-nogometaš
- Hermann Müller-njemački političar
- Herbert Müller-njemački hokejaš
- Adolf Müller- hrvatski poduzetnik
- Paul Hermann Müller-švicarski kemičar